# Berkeley Breathed
Berkeley "Berke" Breathed, född 21 juni 1957 i Encino, Kalifornien, är en amerikansk serietecknare. Breathed är mest känd för serierna Bloom County (i Sverige känd som Opus), Outland (i Sverige känd som Opus i Utgård) och Opus (även denna med namnet Opus i Sverige), vilka alla, mer eller mindre, kretsar kring pingvinen Opus.
Bloom County började publiceras som dagsstripp 1980. Innan denna serie hade han gjort The Academia Waltz, från vilka några av karaktärerna var hämtade. Serien blandade samhällskritik och politisk satir med vanligt trams och blev omåttligt populär. 1987 fick han motta Pulitzerpriset för "bästa politiska skämtteckning". 1989 lade Breathed ner Bloom County. Han ersatte den istället med söndagsserien Outland, dock behöll han flera av karaktärerna från den tidigare serien. 1995 lades även Outland ner, Breathed menade att han ville avsluta serien medan den fortfarande var populär.
Han ägnade sig därefter åt att skriva och illustrera barnböcker, med titlar som A Wish for Wings That Work, Goodnight Opus, Flawed Dogs och Mars Needs Moms. Några av dessa har också gjorts till animerade filmer. 2003 gjorde han comeback som serietecknare med en ny söndagsserie, Opus. Ett krav från Breathed var att serien skulle få uppta en halv tidningssida, något som är mycket ovanligt i USA. Detta då Breathed irriterat sig på att serierna fått allt mindre utrymme i dagstidningarna. Även denna gång höll serien på endast under några år; oktober 2008 uttalade Breathed att serien skulle läggas ner vid årets slut, vilket också skedde. 2015 återkom dock Bloom County.